# Graham Jarvis (drummer)
Graham Jarvis (overleden 1986) was een Britse drummer. Hij behoorde niet als vast lid tot een muziekgroep, maar heeft op talloze muziekalbums meegespeeld. Hij trad gedurende langere tijd gedurende de eind jaren 70 en begin jaren 1980 op met Cliff Richard, die ook op zijn begrafenis verscheen. 

## Discografie (selectief)
- 1971: Deep Feeling: debuutalbum met dezelfde titel
- 1973: Garth Hewitt: Lion and the Ram
- 1979: Delegation (Britse soulband): Eau de Vie
- 1979: Cliff Richard; Rock’n’roll Juvenile
- 1979: Dana: Girl is Back
- 1979: Paul Brett: Eclipse
- 1979: Leon Ware: Inside is Love
- 1980: Sally Oldfield: Easy
- 1981: Marc Bolan: You Scare Me to Death
- 1982: Camel: The Single factor
- 1983 / 2003: Everly Brothers: Reunion Concert
- 1983: John Miles: Play on
- 1983: Judie Tzuke: Ritmo
- 1984: Tina Turner : Private Dancer
- 1984: The Catch : Balance on Wires
- 1987: Francesco Napoli: Italo Dance
- 1993: Marti Webb: I’m not that kind of girl
- 1994:Barbara Pennington : twee albums
- 1995: Freddie Mercury: The Freddie Mercury Album; In My Defence
- 1998: James Dewar: Stumbledown romancer
- 2003: Stephen Bishop: Fear of message (een album vol demos) een historische uitgave.

En verder Olivia Gray en alleen live met The Who en Wings .